# Неофит (патриарх Болгарский)
Патриа́рх Неофи́т (в миру Симео́н Нико́лов Димитро́в; 15 октября 1945, София — 13 марта 2024) — епископ Болгарской православной церкви, с 24 февраля 2013 до смерти 13 марта 2024 года — патриарх Болгарский, митрополит Софийский.

## Биография

### Образование
По завершении основного образования осенью 1959 года был принят в Черепишскую духовную семинарию, которую окончил в 1965 году.
В сентябре 1967 года поступил, а в 1971 году — окончил Софийскую духовную академию, после завершения которой был направлен на специализацию в Московскую духовную академию. За труд «Московское синодальное направление в русском церковном пении и его значение» был удостоен степени кандидата богословия. Одновременно с аспирантурой закончил и регентское отделение при Московской духовной академии. Кандидатский знак первый золотой камертон регентского класса ему вручил патриарх Московский и всея Руси Пимен.
По возвращении из Москвы, 1 сентября 1973 года он был назначен преподавателем восточно-церковного пения и регентом студенческого хора в Софийскую духовную академию.

### Церковное служение до патриаршества
3 августа 1975 года в Троянском монастыре патриархом Болгарским Максимом был пострижен в монашество с именем Неофит и поступил под духовное руководство тогдашнего игумена обители, архимандрита Геласия (Михайлова).
15 августа 1975 года был рукоположён во иеродиакона, а 25 марта 1976 года в столичном кафедральном храме святой Недели — во иеромонаха патриархом Максимом. С 30 сентября 1975 года — регент Софийского священнического хора.
15 июля 1977 года вернулся к преподавательской деятельности в Софийской академии как старший преподаватель восточно-церковного пения и богослужебной практики, которым оставался до 1980 года.
21 ноября 1977 года был возведён в сан архимандрита. 1 января 1981 года был назначен на должность протосингела Софийской митрополии. 8 декабря 1985 года в патриаршем соборе Александра Невского был рукоположён во епископа Левкийского, второго викария Софийской митрополии.
1 декабря 1989 года был назначен ректором Софийской духовной академии, а вслед за преобразованием академии в богословский факультет Софийского университета 1 июля 1991 года — его первым деканом с 26 июля того года. На этой должности оставался вплоть до января 1992 года. 27 января 1992 года был назначен главным секретарём Священного Синода Болгарской Православной Церкви и председателем церковного настоятельства при патриаршем Александро-Невском соборе. 27 марта 1994 года он был избран, а 3 апреля — канонически утверждён митрополитом Доростольским и Червенским с кафедрой в Русе. После разделения его епархии на Доростольскую и Русенскую решением V Церковно-народного собора от 17 декабря 2001 года стал митрополитом Русенским. С 28 октября 2009 по 24 января 2010 года временно управлял Доростольской епархией.
В 2012 году были обнародованы досье религиозных деятелей, сотрудничавших с болгарскими спецслужбами во времена коммунизма. Относительно митрополита Неофита нашли только документы о вербовке и отчёты о его собственных делах. Сам он заявил, что со спецслужбами никогда не сотрудничал, а только один раз рассказал им о поездке церковной делегации за рубеж.

### Патриаршество, кончина, погребение
24 февраля 2013 года на патриаршем избирательном Церковно-народном соборе в Софии митрополит Русенский Неофит был избран новым Патриархом Болгарским, Митрополитом Софийским. В этот же день состоялась интронизация нового патриарха Болгарского.
Умер 13 марта 2024 года в 22:22 от полиорганной недостаточности в Военно-Медицинской академии в городе София в возрасте 78 лет. Патриарх был госпитализирован в ноябре 2023 года из-за заболевания лёгких.
Отпевание 16 марта в соборе Александра Невского возглавил Вселенский патриарх Варфоломей. Погребён в тот же день в соборе Святой Недели близ могилы экзарха Иосифа Йовчева.

## Награды
- Орден «Стара планина» I степени (2015 год)[10].
- Цепь ордена Святых Кирилла и Мефодия (2010 год)[11].
- Орден князя Ярослава Мудрого I степени (Украина, 27 июля 2013 года) — за выдающуюся церковную деятельность, направленную на подъём авторитета православия в мире, и по случаю празднования на Украине 1025-летия крещения Киевской Руси[12]
- Орден Славы и Чести I степени (РПЦ, 2013 год)[13].
- Орден преподобного Сергия Радонежского I степени (РПЦ, 2014 год)[14].

### Почётные учёные степени и звания
- Почётный доктор Софийского университета св. Климента Охридского (2008 год)[15]
- Почётный член Санкт-Петербургской духовной академии (2014 год)[16]